# Lieu-Saint-Amand
Lieu-Saint-Amand é uma comuna francesa na região administrativa de Altos da França, no departamento do Norte. Estende-se por uma área de 5.11 km². Em 2010 a comuna tinha 1 402 habitantes (densidade: 274,4 hab./km²).